# Суми Џо
Суми Џо (кореј. 조수미, 曺秀美; Чанвон, 22. новембар 1962) је јужнокорејска оперска певачица позната по својим интерпретацијама белканто репертоара. По гласу се убраја у лирске колоратурне сопране. Важи за прву азијску оперску певачицу која је остварила успешну светску каријеру.
Први пут је наступила на оперској сцени у Сеулу у улози Сузане (Фигарова женидба). У Европи је дебитовала 1986. у Трсту у улози Гилде (Риголето). Образовала се у римској академији Санта Чечилија.
Године 1988. наступила је у Метрополитен опери, а 1989. у Бечкој државној опери.
Певала је још на Салцбуршком фестивалу, у Ла Скали и Чикашкој опери. Наступила је у филму "Младост" (2015) Паола Сорентина певајући арију америчког композитора Дејвида Ланга.